# Навсифой (сын Одиссея)
Навсифой (др.-греч. Ναυσίθοος) — персонаж древнегреческой мифологии, сын Одиссея от Кирки или Калипсо.
Навсифой упоминается в двух античных источниках, в «Теогонии» Гесиода и «Мифах» Псевдо-Гигина, как сын Одиссея, родившийся во время странствий этого героя. Псевдо-Гигин называет Навсифоя сыном Кирки и братом Телегона, а Гесиод — сыном Калипсо и братом Навсиноя.